# Liste der Lieder von Nine Inch Nails

Logo der Band

Dies ist eine Liste der Lieder der US-amerikanischen Industrial-Rock-Band Nine Inch Nails. Die Liste ist nach Erscheinungsdatum geordnet. Sie gibt Auskunft über Länge, Album und Erscheinungsdatum. Sie enthält alle Lieder der bisher veröffentlichten Alben, Singles und EPs, demnach auch alle B-Seiten.

## Veröffentlichungen
| - 1989: Pretty Hate Machine - 1994: The Downward Spiral - 1999: The Fragile - 2005: With Teeth - 2007: Year Zero - 2008: Ghosts I-IV - 2008: The Slip - 2013: Hesitation Marks - 2018: Bad Witch - 2020: Ghosts V: Together - 2020: Ghosts VI: Locusts | - 1992: Broken - 2002: Still - 2016: Not the Actual Events - 2017: Add Violence |

## 219 Lieder

### 1989
| #  | Titel                                      | Dauer | Album                                                             | Erscheinungsdatum  |
| -- | ------------------------------------------ | ----- | ----------------------------------------------------------------- | ------------------ |
| 1  | Down In It                                 | 3:48  | Pretty Hate Machine Down In It (Single) Head Like A Hole (Single) | 15. September 1989 |
| 2  | Head Like A Hole Head Like A Hole (Single) | 4:59  | Pretty Hate Machine                                               | 20. Oktober 1989   |
| 3  | Terrible Lie                               | 4:38  | Pretty Hate Machine                                               | 20. Oktober 1989   |
| 4  | Sanctified                                 | 5:48  | Pretty Hate Machine                                               | 20. Oktober 1989   |
| 5  | Something I Can Never Have                 | 5:55  | Pretty Hate Machine                                               | 20. Oktober 1989   |
| 6  | Kinda I Want To                            | 4:33  | Pretty Hate Machine                                               | 20. Oktober 1989   |
| 7  | Sin                                        | 4:06  | Pretty Hate Machine Sin (Single)                                  | 20. Oktober 1989   |
| 8  | That's What I Get                          | 4:30  | Pretty Hate Machine                                               | 20. Oktober 1989   |
| 9  | The Only Time                              | 4:47  | Pretty Hate Machine                                               | 20. Oktober 1989   |
| 10 | Ringfinger                                 | 5:40  | Pretty Hate Machine                                               | 20. Oktober 1989   |
| 11 | Get Down Make Love                         | 4:19  | Pretty Hate Machine Sin (Single)                                  | 20. Oktober 1989   |

### 1990
| # | Titel                             | Dauer | Album                     | Erscheinungsdatum |
| - | --------------------------------- | ----- | ------------------------- | ----------------- |
| 1 | You Know Who You Are              | 5:40  | Head Like A Hole (Single) | 22. März 1990     |
| 2 | Let’s Hear It For Nine Inch Nails | 0:04  | Head Like A Hole (Single) | 22. März 1990     |

### 1992
| # | Titel                              | Dauer | Album                                     | Erscheinungsdatum  |
| - | ---------------------------------- | ----- | ----------------------------------------- | ------------------ |
| 1 | Pinion                             | 1:02  | Broken (EP)                               | 22. September 1992 |
| 2 | Wish                               | 3:46  | Broken (EP) Wish (Single)                 | 22. September 1992 |
| 3 | Last                               | 4:44  | Broken (EP)                               | 22. September 1992 |
| 4 | Help Me I Am in Hell               | 1:56  | Broken (EP)                               | 22. September 1992 |
| 5 | Happiness in Slavery               | 5:21  | Broken (EP) Happiness in Slavery (Single) | 22. September 1992 |
| 6 | Gave Up                            | 4:08  | Broken (EP)                               | 22. September 1992 |
| 7 | Physical (Adam-and-the-Ants-Cover) | 1:02  | Broken (EP)                               | 22. September 1992 |
| 8 | Suck (Pigface-Cover)               | 5:07  | Broken (EP)                               | 22. September 1992 |

### 1994
| #  | Titel                           | Dauer | Album                                                        | Erscheinungsdatum |
| -- | ------------------------------- | ----- | ------------------------------------------------------------ | ----------------- |
| 1  | March of the Pigs               | 2:58  | The Downward Spiral March of the Pigs (Single)               | 25. Februar 1994  |
| 2  | A Violet Fluid                  | 1:05  | March of the Pigs (Single)                                   | 25. Februar 1994  |
| 3  | Big Man with a Gun              | 1:36  | The Downward Spiral March of the Pigs (Single)               | 25. Februar 1994  |
| 4  | Mr. Self Destruct               | 4:30  | The Downward Spiral                                          | 8. März 1994      |
| 5  | Piggy                           | 4:24  | The Downward Spiral                                          | 8. März 1994      |
| 6  | Heresy                          | 3:54  | The Downward Spiral                                          | 8. März 1994      |
| 7  | Closer                          | 6:13  | The Downward Spiral Closer (Single) Closer to God (Remix-EP) | 8. März 1994      |
| 8  | Ruiner                          | 4:58  | The Downward Spiral                                          | 8. März 1994      |
| 9  | The Becoming                    | 5:31  | The Downward Spiral                                          | 8. März 1994      |
| 10 | I Do Not Want This              | 5:41  | The Downward Spiral                                          | 8. März 1994      |
| 11 | A Warm Place                    | 3:22  | The Downward Spiral                                          | 8. März 1994      |
| 12 | Eraser                          | 4:54  | The Downward Spiral                                          | 8. März 1994      |
| 13 | Reptile                         | 6:51  | The Downward Spiral                                          | 8. März 1994      |
| 14 | The Downward Spiral             | 3:57  | The Downward Spiral                                          | 8. März 1994      |
| 15 | Hurt                            | 6:13  | The Downward Spiral                                          | 8. März 1994      |
| 16 | Dead Souls (Joy-Division-Cover) | 4:52  | The Crow (Soundtrack)                                        | 29. März 1994     |
| 17 | Memorabilia (Soft-Cell-Cover)   | 7:21  | Closer to God (Remix-EP) Closer (Single)                     | 30. Mai 1994      |
| 18 | March Of The Fuckheads          | 4:43  | Closer to God (Remix-EP) Closer (Single)                     | 30. Mai 1994      |
| 19 | Burn                            | 4:58  | Natural Born Killers (Soundtrack)                            | 23. August 1994   |

### 1995
| # | Titel                  | Dauer | Album                              | Erscheinungsdatum |
| - | ---------------------- | ----- | ---------------------------------- | ----------------- |
| 1 | At The Heart Of It All | 7:14  | Further Down the Spiral (Remix-EP) | 1. Juni 1995      |

### 1997
| # | Titel            | Dauer | Album                                                                               | Erscheinungsdatum |
| - | ---------------- | ----- | ----------------------------------------------------------------------------------- | ----------------- |
| 1 | The Perfect Drug | 5:15  | Lost Highway (Soundtrack) The Perfect Drug (Single) We're in This Together (Single) | 13. Mai 1997      |

### 1999
| #  | Titel                                       | Dauer | Album                                                              | Erscheinungsdatum  |
| -- | ------------------------------------------- | ----- | ------------------------------------------------------------------ | ------------------ |
| 1  | The Day the Whole World Went Away           | 5:01  | The Fragile The Day the Whole World Went Away (Single)             | 20. Juni 1999      |
| 2  | Starfuckers, Inc.                           | 5:00  | The Fragile The Day the Whole World Went Away (Single)             | 20. Juni 1999      |
| 3  | Somewhat Damaged                            | 4:31  | The Fragile                                                        | 21. September 1999 |
| 4  | The Frail                                   | 1:54  | The Fragile                                                        | 21. September 1999 |
| 5  | The Wretched                                | 5:36  | The Fragile                                                        | 21. September 1999 |
| 6  | We're in This Together                      | 7:16  | The Fragile We're in This Together (Single) Into the Void (Single) | 21. September 1999 |
| 7  | The Fragile                                 | 4:35  | The Fragile                                                        | 21. September 1999 |
| 8  | Just Like You Imagined                      | 3:49  | The Fragile                                                        | 21. September 1999 |
| 9  | Even Deeper                                 | 6:14  | The Fragile                                                        | 21. September 1999 |
| 10 | Pilgrimage                                  | 3:31  | The Fragile                                                        | 21. September 1999 |
| 11 | No, You Don't                               | 3:35  | The Fragile                                                        | 21. September 1999 |
| 12 | La Mer                                      | 5:02  | The Fragile                                                        | 21. September 1999 |
| 13 | The Great Below                             | 5:17  | The Fragile                                                        | 21. September 1999 |
| 14 | The Way Out Is Through                      | 4:17  | The Fragile                                                        | 21. September 1999 |
| 15 | Into the Void                               | 4:49  | The Fragile Into the Void (Single)                                 | 21. September 1999 |
| 16 | Where Is Everybody?                         | 5:40  | The Fragile                                                        | 21. September 1999 |
| 17 | The Mark Has Been Made                      | 4:43  | The Fragile                                                        | 21. September 1999 |
| 18 | 10 Miles High                               | 5:13  | The Fragile We're in This Together (Single) Into the Void (Single) | 21. September 1999 |
| 19 | Please                                      | 3:30  | The Fragile                                                        | 21. September 1999 |
| 20 | Complication                                | 2:30  | The Fragile                                                        | 21. September 1999 |
| 21 | The New Flesh                               | 3:40  | The Fragile We're in This Together (Single) Into the Void (Single) | 21. September 1999 |
| 22 | I'm Looking Forward to Joining You, Finally | 4:13  | The Fragile                                                        | 21. September 1999 |
| 23 | The Big Come Down                           | 4:12  | The Fragile                                                        | 21. September 1999 |
| 24 | Underneath It All                           | 2:46  | The Fragile                                                        | 21. September 1999 |
| 25 | Ripe (With Decay)                           | 6:34  | The Fragile                                                        | 21. September 1999 |

### 2000
| # | Titel                    | Dauer | Album                          | Erscheinungsdatum |
| - | ------------------------ | ----- | ------------------------------ | ----------------- |
| 1 | The Great Collapse       | 4:42  | Things Faling Apart (Remix-EP) | 21. November 2000 |
| 2 | Metal (Gary-Numan-Cover) | 7:05  | Things Faling Apart (Remix-EP) | 21. November 2000 |

### 2001
| # | Titel | Dauer | Album                                | Erscheinungsdatum |
| - | ----- | ----- | ------------------------------------ | ----------------- |
| 1 | Deep  | 4:06  | Lara Croft: Tomb Raider (Soundtrack) | 15. Juni 2001     |

### 2002
| # | Titel                        | Dauer | Album      | Erscheinungsdatum |
| - | ---------------------------- | ----- | ---------- | ----------------- |
| 1 | Adrift And At Peace          | 2:52  | Still (EP) | 22. Januar 2002   |
| 2 | Gone, Still                  | 2:36  | Still (EP) | 22. Januar 2002   |
| 3 | And All That Could Have Been | 6:14  | Still (EP) | 22. Januar 2002   |
| 4 | The Persistence Of Loss      | 4:04  | Still (EP) | 22. Januar 2002   |
| 5 | Leaving Hope                 | 5:57  | Still (EP) | 22. Januar 2002   |

### 2005
| #  | Titel                         | Dauer | Album                                             | Erscheinungsdatum |
| -- | ----------------------------- | ----- | ------------------------------------------------- | ----------------- |
| 1  | The Hand That Feeds           | 3:32  | With Teeth The Hand That Feeds (Single)           | 28. März 2005     |
| 2  | Home                          | 3:14  | With Teeth The Hand That Feeds (Single)           | 28. März 2005     |
| 3  | All the Love in the World     | 5:15  | With Teeth                                        | 3. Mai 2005       |
| 4  | You Know What You Are?        | 3:42  | With Teeth                                        | 3. Mai 2005       |
| 5  | The Collector                 | 3:08  | With Teeth                                        | 3. Mai 2005       |
| 6  | Love Is Not Enough            | 3:41  | With Teeth                                        | 3. Mai 2005       |
| 7  | Every Day Is Exactly the Same | 4:55  | With Teeth Every Day Is Exactly the Same (Single) | 3. Mai 2005       |
| 8  | With Teeth                    | 5:38  | With Teeth                                        | 3. Mai 2005       |
| 9  | Only                          | 4:23  | With Teeth Only (Single)                          | 3. Mai 2005       |
| 10 | Getting Smaller               | 3:35  | With Teeth                                        | 3. Mai 2005       |
| 11 | Sunspots                      | 4:03  | With Teeth                                        | 3. Mai 2005       |
| 12 | The Line Begins to Blur       | 3:44  | With Teeth                                        | 3. Mai 2005       |
| 13 | Beside You in Time            | 5:25  | With Teeth                                        | 3. Mai 2005       |
| 14 | Right Where It Belongs        | 5:04  | With Teeth                                        | 3. Mai 2005       |

### 2007
| #  | Titel                        | Dauer | Album                          | Erscheinungsdatum |
| -- | ---------------------------- | ----- | ------------------------------ | ----------------- |
| 1  | Survivalism                  | 4:23  | Year Zero Survivalism (Single) | 13. März 2007     |
| 2  | HYPERPOWER!                  | 1:42  | Year Zero                      | 17. Mai 2007      |
| 3  | The Beginning of the End     | 2:47  | Year Zero                      | 17. Mai 2007      |
| 4  | The Good Soldier             | 3:23  | Year Zero                      | 17. Mai 2007      |
| 5  | Vessel                       | 4:52  | Year Zero                      | 17. Mai 2007      |
| 6  | Me, I'm Not                  | 4:51  | Year Zero                      | 17. Mai 2007      |
| 7  | Capital G                    | 3:50  | Year Zero Capital G (Single)   | 17. Mai 2007      |
| 8  | My Violent Heart             | 4:13  | Year Zero                      | 17. Mai 2007      |
| 9  | The Warning                  | 3:38  | Year Zero                      | 17. Mai 2007      |
| 10 | God Given                    | 3:50  | Year Zero                      | 17. Mai 2007      |
| 11 | Meet Your Master             | 4:08  | Year Zero                      | 17. Mai 2007      |
| 12 | The Greater Good             | 4:52  | Year Zero                      | 17. Mai 2007      |
| 13 | The Great Destroyer          | 3:17  | Year Zero                      | 17. Mai 2007      |
| 14 | Another Version of the Truth | 4:09  | Year Zero                      | 17. Mai 2007      |
| 15 | In This Twilight             | 3:33  | Year Zero                      | 17. Mai 2007      |
| 16 | Zero-Sum                     | 6:14  | Year Zero                      | 17. Mai 2007      |

### 2008
| #  | Titel                    | Dauer | Album                        | Erscheinungsdatum |
| -- | ------------------------ | ----- | ---------------------------- | ----------------- |
| 1  | 1 Ghosts I               | 2:48  | Ghosts I-IV                  | 2. März 2008      |
| 2  | 2 Ghosts I               | 3:16  | Ghosts I-IV                  | 2. März 2008      |
| 3  | 3 Ghosts I               | 3:51  | Ghosts I-IV                  | 2. März 2008      |
| 4  | 4 Ghosts I               | 2:13  | Ghosts I-IV                  | 2. März 2008      |
| 5  | 5 Ghosts I               | 2:51  | Ghosts I-IV                  | 2. März 2008      |
| 6  | 6 Ghosts I               | 4:18  | Ghosts I-IV                  | 2. März 2008      |
| 7  | 7 Ghosts I               | 2:00  | Ghosts I-IV                  | 2. März 2008      |
| 8  | 8 Ghosts I               | 2:56  | Ghosts I-IV                  | 2. März 2008      |
| 9  | 9 Ghosts I               | 2:47  | Ghosts I-IV                  | 2. März 2008      |
| 10 | 10 Ghosts II             | 2:42  | Ghosts I-IV                  | 2. März 2008      |
| 11 | 11 Ghosts II             | 2:17  | Ghosts I-IV                  | 2. März 2008      |
| 12 | 12 Ghosts II             | 2:17  | Ghosts I-IV                  | 2. März 2008      |
| 13 | 13 Ghosts II             | 3:13  | Ghosts I-IV                  | 2. März 2008      |
| 14 | 14 Ghosts II             | 3:05  | Ghosts I-IV                  | 2. März 2008      |
| 15 | 15 Ghosts II             | 1:53  | Ghosts I-IV                  | 2. März 2008      |
| 16 | 16 Ghosts II             | 2:30  | Ghosts I-IV                  | 2. März 2008      |
| 17 | 17 Ghosts II             | 2:13  | Ghosts I-IV                  | 2. März 2008      |
| 18 | 18 Ghosts II             | 5:22  | Ghosts I-IV                  | 2. März 2008      |
| 19 | 19 Ghosts III            | 2:11  | Ghosts I-IV                  | 2. März 2008      |
| 20 | 20 Ghosts III            | 3:39  | Ghosts I-IV                  | 2. März 2008      |
| 21 | 21 Ghosts III            | 2:54  | Ghosts I-IV                  | 2. März 2008      |
| 22 | 22 Ghosts III            | 2:31  | Ghosts I-IV                  | 2. März 2008      |
| 23 | 23 Ghosts III            | 2:43  | Ghosts I-IV                  | 2. März 2008      |
| 24 | 24 Ghosts III            | 2:39  | Ghosts I-IV                  | 2. März 2008      |
| 25 | 25 Ghosts III            | 1:58  | Ghosts I-IV                  | 2. März 2008      |
| 26 | 26 Ghosts III            | 2:25  | Ghosts I-IV                  | 2. März 2008      |
| 27 | 27 Ghosts III            | 2:51  | Ghosts I-IV                  | 2. März 2008      |
| 28 | 28 Ghosts IV             | 5:22  | Ghosts I-IV                  | 2. März 2008      |
| 29 | 29 Ghosts IV             | 2:54  | Ghosts I-IV                  | 2. März 2008      |
| 30 | 30 Ghosts IV             | 2:58  | Ghosts I-IV                  | 2. März 2008      |
| 31 | 31 Ghosts IV             | 2:25  | Ghosts I-IV                  | 2. März 2008      |
| 32 | 32 Ghosts IV             | 4:25  | Ghosts I-IV                  | 2. März 2008      |
| 33 | 33 Ghosts IV             | 4:01  | Ghosts I-IV                  | 2. März 2008      |
| 34 | 34 Ghosts IV             | 5:52  | Ghosts I-IV                  | 2. März 2008      |
| 35 | 35 Ghosts IV             | 3:29  | Ghosts I-IV                  | 2. März 2008      |
| 36 | 36 Ghosts IV             | 2:19  | Ghosts I-IV                  | 2. März 2008      |
| 37 | 37 Ghosts                | 2:20  | Ghosts I-IV                  | 2. März 2008      |
| 38 | 38 Ghosts                | 4:51  | Ghosts I-IV                  | 2. März 2008      |
| 39 | Discipline               | 4:19  | The Slip Discipline (Single) | 22. April 2008    |
| 40 | 999,999                  | 1:25  | The Slip                     | 22. Juli 2008     |
| 41 | 1,000,000                | 3:56  | The Slip                     | 22. Juli 2008     |
| 42 | Letting You              | 3:49  | The Slip                     | 22. Juli 2008     |
| 43 | Echoplex                 | 4:45  | The Slip                     | 22. Juli 2008     |
| 44 | Head Down                | 4:55  | The Slip                     | 22. Juli 2008     |
| 45 | Lights in the Sky        | 3:29  | The Slip                     | 22. Juli 2008     |
| 46 | Corona Radiata           | 7:33  | The Slip                     | 22. Juli 2008     |
| 47 | The Four of Us Are Dying | 4:37  | The Slip                     | 22. Juli 2008     |
| 48 | Demon Seed               | 4:59  | The Slip                     | 22. Juli 2008     |

### 2013
| #  | Titel                     | Dauer | Album                                       | Erscheinungsdatum |
| -- | ------------------------- | ----- | ------------------------------------------- | ----------------- |
| 1  | Came Back Haunted         | 5:17  | Hesitation Marks Came Back Haunted (Single) | 6. Juni 2013      |
| 2  | Copy of a                 | 5:23  | Hesitation Marks Copy of a (Single)         | 13. August 2013   |
| 3  | Everything                | 3:20  | Hesitation Marks Everything (Single)        | 20. August 2013   |
| 4  | The Eater of Dreams       | 0:52  | Hesitation Marks                            | 30. August 2013   |
| 5  | Find My Way               | 5:16  | Hesitation Marks                            | 30. August 2013   |
| 6  | All Time Low              | 6:18  | Hesitation Marks                            | 30. August 2013   |
| 7  | Disappointed              | 5:44  | Hesitation Marks                            | 30. August 2013   |
| 8  | Satellite                 | 5:03  | Hesitation Marks                            | 30. August 2013   |
| 9  | Various Methods of Escape | 5:01  | Hesitation Marks                            | 30. August 2013   |
| 10 | Running                   | 4:08  | Hesitation Marks                            | 30. August 2013   |
| 11 | I Would for You           | 4:33  | Hesitation Marks                            | 30. August 2013   |
| 12 | In Two                    | 5:32  | Hesitation Marks                            | 30. August 2013   |
| 13 | While I'm Still Here      | 4:03  | Hesitation Marks                            | 30. August 2013   |
| 14 | Black Noise               | 1:29  | Hesitation Marks                            | 30. August 2013   |

### 2016
| #  | Titel                          | Dauer | Album                      | Erscheinungsdatum |
| -- | ------------------------------ | ----- | -------------------------- | ----------------- |
| 1  | Branches/Bones                 | 1:47  | Not The Actual Events (EP) | 22. Dezember 2016 |
| 2  | Dear World,                    | 4:07  | Not The Actual Events (EP) | 22. Dezember 2016 |
| 3  | She's Gone Away                | 6:00  | Not The Actual Events (EP) | 22. Dezember 2016 |
| 4  | The Idea of You                | 3:27  | Not The Actual Events (EP) | 22. Dezember 2016 |
| 5  | Burning Bright (Field on Fire) | 5:50  | Not The Actual Events (EP) | 22. Dezember 2016 |
| 6  | Missing Places                 | 1:26  | The Fragile: Deviations 1  | 23. Dezember 2016 |
| 7  | The March                      | 3:42  | The Fragile: Deviations 1  | 23. Dezember 2016 |
| 8  | One Way to Get There           | 2:44  | The Fragile: Deviations 1  | 23. Dezember 2016 |
| 9  | Taken                          | 3:35  | The Fragile: Deviations 1  | 23. Dezember 2016 |
| 10 | Not What It Seems Like         | 3:30  | The Fragile: Deviations 1  | 23. Dezember 2016 |
| 11 | White Mask                     | 3:22  | The Fragile: Deviations 1  | 23. Dezember 2016 |
| 12 | Was It Worth It?               | 5:03  | The Fragile: Deviations 1  | 23. Dezember 2016 |
| 13 | +Appendage                     | 3:19  | The Fragile: Deviations 1  | 23. Dezember 2016 |
| 14 | Can I Stay Here?               | 4:25  | The Fragile: Deviations 1  | 23. Dezember 2016 |
| 15 | Feeders                        | 2:02  | The Fragile: Deviations 1  | 23. Dezember 2016 |
| 16 | Claustrophobia Machine (Raw)   | 2:39  | The Fragile: Deviations 1  | 23. Dezember 2016 |
| 17 | Last Heard From                | 2:06  | The Fragile: Deviations 1  | 23. Dezember 2016 |

### 2017
| # | Titel                | Dauer | Album                                | Erscheinungsdatum |
| - | -------------------- | ----- | ------------------------------------ | ----------------- |
| 1 | Less Than            | 3:30  | Add Violence (EP) Less Than (Single) | 13. Juli 2017     |
| 2 | The Lovers           | 4:10  | Add Violence (EP)                    | 19. Juli 2017     |
| 3 | This Isn't the Place | 4:44  | Add Violence (EP)                    | 19. Juli 2017     |
| 4 | Not Anymore          | 3:07  | Add Violence (EP)                    | 19. Juli 2017     |
| 5 | The Background World | 11:44 | Add Violence (EP)                    | 19. Juli 2017     |

### 2018
| # | Titel                   | Dauer | Album                                      | Erscheinungsdatum |
| - | ----------------------- | ----- | ------------------------------------------ | ----------------- |
| 1 | God Break Down the Door | 4:15  | Bad Witch God Break Down the Door (Single) | 17. Mai 2018      |
| 2 | Shit Mirror             | 3:06  | Bad Witch                                  | 22. Juni 2018     |
| 3 | Ahead of Ourselves      | 3:30  | Bad Witch                                  | 22. Juni 2018     |
| 4 | Play the Goddamned Part | 4:51  | Bad Witch                                  | 22. Juni 2018     |
| 5 | I'm Not from This World | 6:41  | Bad Witch                                  | 22. Juni 2018     |
| 6 | Over and Out            | 7:49  | Bad Witch                                  | 22. Juni 2018     |

### 2020
| #  | Titel                           | Dauer | Album              | Erscheinungsdatum |
| -- | ------------------------------- | ----- | ------------------ | ----------------- |
| 1  | Letting Go While Holding On     | 9:40  | Ghosts V: Together | 26. März 2020     |
| 2  | Together                        | 10:04 | Ghosts V: Together | 26. März 2020     |
| 3  | Out in the Open                 | 5:16  | Ghosts V: Together | 26. März 2020     |
| 4  | With Faith                      | 9:40  | Ghosts V: Together | 26. März 2020     |
| 5  | Apart                           | 13:36 | Ghosts V: Together | 26. März 2020     |
| 6  | Your Touch                      | 4:28  | Ghosts V: Together | 26. März 2020     |
| 7  | Hope We Can Again               | 7:28  | Ghosts V: Together | 26. März 2020     |
| 8  | Still Right Here                | 10:12 | Ghosts V: Together | 26. März 2020     |
| 9  | The Cursed Clock                | 7:00  | Ghosts VI: Locusts | 26. März 2020     |
| 10 | Around Every Corner             | 10:53 | Ghosts VI: Locusts | 26. März 2020     |
| 11 | The Worriment Waltz             | 9:26  | Ghosts VI: Locusts | 26. März 2020     |
| 12 | Run Like Hell                   | 5:38  | Ghosts VI: Locusts | 26. März 2020     |
| 13 | When It Happens (Don't Mind Me) | 2:56  | Ghosts VI: Locusts | 26. März 2020     |
| 14 | Another Crashed Car             | 2:24  | Ghosts VI: Locusts | 26. März 2020     |
| 15 | Temp Fix                        | 1:46  | Ghosts VI: Locusts | 26. März 2020     |
| 16 | Trust Fades                     | 3:13  | Ghosts VI: Locusts | 26. März 2020     |
| 17 | A Really Bad Night              | 4:54  | Ghosts VI: Locusts | 26. März 2020     |
| 18 | Your New Normal                 | 3:46  | Ghosts VI: Locusts | 26. März 2020     |
| 19 | Just Breathe                    | 7:00  | Ghosts VI: Locusts | 26. März 2020     |
| 20 | Right Behind You                | 1:44  | Ghosts VI: Locusts | 26. März 2020     |
| 21 | Turn This Off Please            | 13:10 | Ghosts VI: Locusts | 26. März 2020     |
| 22 | So Tired                        | 3:45  | Ghosts VI: Locusts | 26. März 2020     |
| 23 | Almost Dawn                     | 5:35  | Ghosts VI: Locusts | 26. März 2020     |

### 2025
| # | Titel                         | Dauer | Album                                                          | Erscheinungsdatum |
| - | ----------------------------- | ----- | -------------------------------------------------------------- | ----------------- |
| 1 | As Alive as You Need Me to Be | 3:53  | Tron: Ares (Soundtrack) As Alive as You Need Me to Be (Single) | 17. Juli 2025     |